# Aphodiites prologaeus
Aphodiites prologaeus är en skalbaggsart som beskrevs av Vladimir Balthasar 1963. Aphodiites prologaeus ingår i släktet Aphodiites och familjen Glaresidae. Inga underarter finns listade i Catalogue of Life.